# Hradecko (Kralovice)
Hradecko je vesnice, část města Kralovice v severovýchodní části okresu Plzeň-sever v Plzeňském kraji. Leží tři kilometry severovýchodně od Kralovic. Katastrální území Hradecko zaujímá rozlohu 1038,58 ha.

## Historie
Původní ves, zvanou Studená, Hrádkova ves nebo také Hrádek, založil v polovině 14. století Fremund z Krásného Dvora. První písemná zmínka o vesnici pochází z roku 1372. Fremundův syn Ješek se psal z Hrádku a pravděpodobně ve vsi postavil tvrz, která však není písemně doložena. Tvrz stála na chlum chráněném z jedné strany rybníkem, z druhé potokem. Při zemních pracích na konci 19. století se na místě našlo zdivo, několik předmětů včetně pečetního prstenu pánů ze Šternberka. Po roce 1400 byl Hrádek připojen ke královskému hradu Křivoklátu. Roku 1422 se Hrádku zmocnil Aleš Holický ze Šternberka, v jehož vlastnictví byl do roku 1454, kdy vrátil Křivoklátsko králi Ladislavovi. Při tomto převodu není již tvrz v Hrádku zmiňována. Po polovině 15. století za vlády Jiřího z Poděbrad byla ves i s tvrzí spálena a v následujících letech zarostla lesem a místo bylo nazýváno Hradeckem.
Roku 1525 daroval král Ludvík Jagellonský pustou ves Hrádkov Martinovi Kozlovci, který byl písařem na Křivoklátu a měl tam i manskou povinnost. Po smrti M. Kozlovce v roce 1538 získal Hradecko Florián Gryspek a připojil jej ke kaceřovskému panství. Rodu Gryspeků z Gryspachu byl majetek po Bílé hoře konfiskován a přešel do majetku plaského kláštera.
Opat Ondřej Trojer nechal v roce 1684 postavit 18 hospodářství a přestěhoval do nich poddané ze Sedlce, Babiny, Všehrd, Hodyně, Mladotic, Potvorova a Bílova. Každý z nich dostal k užívání okolo 30 strychů polí a louky na 2 vozy sena. Novou ves pojmenoval podle jména místa Hradeckem.
Ves byla v držení kláštera až do jeho zrušení v roce 1785, kdy přešla pod správu náboženského fondu. Roku 1826 přešla ves do majetku Metternichů.

## Přírodní poměry
Hradecko sousedí se Strachovicemi na severu, s městem Kožlany na jihovýchodě, s Kralovicemi na jihu, s hospodářským dvorem Hubenov na západě a s Vysokou Libyní na severozápadě. Vsí protéká Hradecký potok.

## Obyvatelstvo
| Rok            | 1869 | 1880 | 1890 | 1900 | 1910 | 1921 | 1930 | 1950 | 1961 | 1970 | 1980 | 1991 | 2001 | 2011 | 2021 |
| -------------- | ---- | ---- | ---- | ---- | ---- | ---- | ---- | ---- | ---- | ---- | ---- | ---- | ---- | ---- | ---- |
| Počet obyvatel | 309  | 266  | 304  | 305  | 327  | 324  | 295  | 242  | 240  | 224  | 181  | 135  | 138  | 130  | 137  |
| Počet domů     | 48   | 50   | 50   | 50   | 51   | 51   | 55   | 64   | 57   | 54   | 46   | 57   | 61   | 47   | 66   |

## Obecní správa
Po reorganizaci státních úřadů v polovině 19. století se stala samostatnou obcí v politickém a soudním okrese Kralovice. Při sčítání lidu v letech 1869–1980 Hradecko bylo samostatnou obcí, se kterým patřilo nejprve do okresu Kralovice, ale v roce 1950 v okrese Plasy a v letech 1961–1980 v okrese Plzeň-sever. Od 1. července 1980 je částí města Kralovice v okrese Plzeň-sever.

## Urbanistika a památky
Kolem rozsáhlé návsi s rybníkem jsou po stranách obdélníka rozestaveny zemědělské usedlosti, v jižní části lze rozpoznat plánovité založení vsi. Na návsi také stojí malá kaplička z 19. století.
V lese Oleška stojí smírčí kříž, který je zároveň hraničním kamenem. Na pískovcové obdélné desce o výšce 91 centimetrů, šířce 45 centimetrů a tloušťce okolo 20 centimetrů je z jedné strany vyrytý reliéf latinského kříže, z druhé strany reliéf tzv. berličkového kříže, na bocích se opakuje menší latinský kříž.
Nejvýznamnější památkou na katastru Hradecka je barokní hospodářský dvůr Hubenov vystavěný za opata Evžena Tyttla zřejmě podle plánů J. B. Santiniho-Aichela.

## Významní rodáci
- Josef Stingl – český anatom, prorektor Univerzity Karlovy